# ストレンジ・マジック
「ストレンジ・マジック」 (Strange Magic) は、エレクトリック・ライト・オーケストラが1975年に発表した楽曲。邦題は「不思議な魔術」。

## 概要
淑やかな雰囲気のバラード楽曲。
シングル用の曲ではなかった（ジェフ曰く、「ヒットするなんて予想もしなかった」）が、レコード会社の薦めでシングルカットされた。
印象的なギターソロはキーボードニストのリチャード・タンディーによるもの。彼はジャズに精通しており、そのプレイをジェフは「うってつけだ」と賞賛していた。

## その他
- アルバムバージョンではイントロの前に短いストリングスの幕間が収録されている他、次曲の「ダウン・ホーム・タウン」とクロスフェードしている。
- ソフィア・コッポラの1999年の初監督映画「ヴァージン・スーサイズ」のダンスシーンで使用された。
- 2012年10月に発表された、ジェフ・リンがELO時代の曲をセルフカバーしたアルバム『Mr. Blue Sky: The Very Best of Electric Light Orchestra』に収録された。
- TVスペシャル「Live from Bungalow Palace」にてアコースティックギターとピアノのみで演奏された音源が、アルバム「アームチェア・シアター」の日本盤ボーナストラックに収録された。
- 近年のコンサートでは「見果てぬ想い」と日毎に入れ替えて演奏されている。